# DTM-Saison 2018/Hockenheim I

Streckenlayout des Hockenheimrings.

Der Saison-Auftakt der DTM-Saison 2018 fand zwischen dem 4. und 6. Mai 2018 auf dem Hockenheimring Baden-Württemberg in Hockenheim statt.

## Berichte

### Hintergründe
Robin Frijns (Audi Sport Team Abt Sportsline) sowie Philipp Eng und Joel Eriksson (beide BMW Team RBM) gaben an diesem Wochenende ihr Debüt in der DTM. Daniel Juncadella und Pascal Wehrlein kehrten für HWA nach einem beziehungsweise zwei Jahren Pause in die Serie zurück. Zuletzt waren beide 2016 respektive 2015 ebenfalls in Hockenheim zu einem Rennen angetreten. Mattias Ekström, der nach der vorherigen Saison 2017 seine DTM-Karriere beendet hatte, absolvierte das Wochenende als Gaststarter für Audi.
Mercedes startete an diesem Wochenende in die letzte DTM-Saison des Herstellers.
Mit Jamie Green (sechsmal), Ekström, Gary Paffett (jeweils viermal), Bruno Spengler (dreimal), Paul di Resta, Edoardo Mortara, Marco Wittmann (jeweils zweimal), Lucas Auer, Augusto Farfus und Timo Glock (jeweils einmal) traten zehn ehemalige Hockenheimsieger zu den Rennen an.

### Freitag
Im ersten Training am Freitag fuhr di Resta in 1:33,962 Minuten die schnellste Runde vor Paffett und Auer.

### Samstag
Im zweiten Training am Samstagmorgen war Glock in 1:32,434 Minuten der Schnellste vor Wehrlein und Auer.
In der Qualifikation für das Samstagsrennen erzielte Paffett in 1:32,264 Minuten die Pole-Position vor Wittmann und Glock.
Beim Start des Rennens konnten die drei Erstplatzierten ihre Positionen zunächst halten, jedoch musste Glock seinen dritten Rang noch in der ersten Runde an den unmittelbar hinter ihm gestarteten Auer abgeben. Wenig später ging Auer auch an Wittmann vorbei auf Platz zwei und übernahm in der sechsten Minute die Führung von Paffett.
Nach elf Minuten im Rennen kam Green als erster Fahrer an die Box, um seinen Pflichtstopp zu absolvieren. Unterdessen baute Auer seine Führung an der Spitze gegenüber den hinter ihm liegenden Paffett und Glock aus. Nach rund 20 Minuten absolvierten Wittmann und Glock ihren Boxenstopp. Ihnen folgte kurz darauf zunächst Paffett und anschließend auch der führende Auer. Hierdurch übernahm Mortara vorübergehend die Führung, allerdings stand sein Stopp zu diesem Zeitpunkt noch aus. In der „bereinigten“ Reihenfolge der Fahrer, die diesen bereits hinter sich gebracht hatten, ging Paffett nach Auers Boxenstopp an diesem vorbei und übernahm die virtuelle Führung.
Nachdem Mortara ebenfalls an die Box gefahren war, ging René Rast an die Spitze. Auer baute währenddessen seinen Vorsprung gegen Glock aus, nachdem er seine Position zuvor gegen diesen verteidigen musste. Nach 36 beziehungsweise 38 Minuten kamen mit Rast, Juncadella und Nico Müller auch die letzten Fahrer zum Boxenstopp, womit die ursprüngliche Reihenfolge wiederhergestellt wurde.
Schlussendlich gewann Paffett das Rennen nach 36 Runden vor Auer und Glock. Die schnellste Rennrunde fuhr Juncadella in 1:34,181 Minuten. Das gesamte Feld sah die Zielflagge, der letztplatzierte Green lag dabei rund 45 Sekunden hinter dem Sieger zurück.
Durch den Sieg und die Pole-Position übernahm Paffett mit 28 Punkten die Führung in der Fahrerwertung vor Auer (18) und Glock (16). In der Herstellerwertung führte Mercedes (78) vor BMW (26) und Audi (3).

### Sonntag
Die Bestzeit des dritten Trainings am Sonntag setzte Rast in 1:32,931 Minuten. Ihm folgten Green und Glock auf den Plätzen zwei und drei.
Die Pole-Position für das Sonntagsrennen erreichte Glock mit 1:32,379 Minuten vor Rast und Eriksson.
Beim Start konnte Glock in Führung bleiben, dahinter fuhr der auf Platz fünf gestartete Auer auf Rang drei vor. Er wurde jedoch wenig später wegen eines Frühstarts mit einer fünfsekündigen Stop-and-Go-Strafe belegt, die bei seinem nächsten Halt an der Box abzusitzen war. Genauso erging es auch Juncadella. Der in der Startaufstellung auf Position vier liegende Mortara fiel auf Rang 18 zurück und gab das Rennen nach zwei gefahrenen Umläufen an der Box auf.
Der gegen ihn verhängten Strafe zum Trotz ging Auer kurz darauf an Rast vorbei auf Platz zwei, während Glock seinen Vorsprung ausbaute. Der von Rang zehn losgefahrene Paffett startete unterdessen eine Aufholjagd und übernahm nach 15 Minuten den dritten Platz von Rast. Kurz zuvor hatte mit Juncadella der erste Fahrer seinen Pflichtboxenstopp absolviert. Ihm folgte kurz darauf mit di Resta der erste Fahrer aus der Spitzengruppe.
Nach 23 Minuten stoppte der Führende Glock. Zeitgleich ging Vortagessieger Paffett an Auer vorbei und übernahm die Führung. Als er kurz darauf selbst an die Box kam, fiel er wieder hinter Glock und di Resta zurück. Letzteren überholte er wenig später wieder.
In der Folge entwickelte sich an der Spitze ein Duell zwischen Glock und Paffett um die Führung. Dabei kam es zu mehreren Positionswechseln zwischen den beiden. Dadurch konnten Eriksson, der di Resta überholt hatte, sowie einige weitere Fahrer aufschließen. Nachdem Eriksson den zweitplatzierten Paffett erfolglos attackiert hatte, verlor er im Gegenzug eine Position an Mike Rockenfeller. Letzterer überholte in der letzten Rennrunde auch noch Paffett und sicherte sich damit Platz zwei.
Glock gewann das Rennen vor Rockenfeller und Paffett. Dabei fuhr das Feld mit 36 Runden die gleiche Distanz wie am Vortag. 18 der 19 Gestarteten erreichten das Ziel, die schnellste Rennrunde fuhr Paffett in 1:34,069 Minuten.
Durch den Sieg ging Glock mit 44 Punkten auch in der Fahrerwertung in Führung vor Paffett (43) und dem neuen Dritten Rockenfeller (18). Bei den Herstellern blieb Mercedes (103) vor BMW (72) und Audi (39).

## Klassifikationen

### Rennen 1
| Pos. | Fahrer            | Team    | Runden | Zeit       | Start |
| ---- | ----------------- | ------- | ------ | ---------- | ----- |
| 01   | Gary Paffett      | HWA     | 36     | 58:03,639  | 01    |
| 02   | Lucas Auer        | HWA     | 36     | + 0:01,449 | 04    |
| 03   | Timo Glock        | RMG     | 36     | + 0:06,514 | 03    |
| 04   | Edoardo Mortara   | HWA     | 36     | + 0:08,198 | 07    |
| 05   | Pascal Wehrlein   | HWA     | 36     | + 0:11,391 | 05    |
| 06   | Bruno Spengler    | RBM     | 36     | + 0:15,758 | 08    |
| 07   | Paul di Resta     | HWA     | 36     | + 0:16,600 | 12    |
| 08   | Daniel Juncadella | HWA     | 36     | + 0:16,969 | 13    |
| 09   | René Rast         | Rosberg | 36     | + 0:18,268 | 09    |
| 10   | Loïc Duval        | Phoenix | 36     | + 0:19,646 | 16    |
| 11   | Marco Wittmann    | RMG     | 36     | + 0:20,740 | 02    |
| 12   | Joel Eriksson     | RBM     | 36     | + 0:21,294 | 10    |
| 13   | Nico Müller       | Abt     | 36     | + 0:22,421 | 14    |
| 14   | Mike Rockenfeller | Phoenix | 36     | + 0:23,987 | 11    |
| 15   | Augusto Farfus    | RMG     | 36     | + 0:28,724 | 06    |
| 16   | Philipp Eng       | RBM     | 36     | + 0:29,486 | 15    |
| 17   | Mattias Ekström   | Abt     | 36     | + 0:30,649 | 18    |
| 18   | Robin Frijns      | Abt     | 36     | + 0:31,660 | 17    |
| 19   | Jamie Green       | Rosberg | 36     | + 0:44,973 | 19    |

### Rennen 2
| Pos. | Fahrer            | Team    | Runden | Zeit       | Start |
| ---- | ----------------- | ------- | ------ | ---------- | ----- |
| 01   | Timo Glock        | RMG     | 36     | 58:04,067  | 01    |
| 02   | Mike Rockenfeller | Phoenix | 36     | + 0:02,011 | 09    |
| 03   | Gary Paffett      | HWA     | 36     | + 0:03,099 | 10    |
| 04   | Joel Eriksson     | RBM     | 36     | + 0:03,481 | 03    |
| 05   | Loïc Duval        | Phoenix | 36     | + 0:03,787 | 12    |
| 06   | Pascal Wehrlein   | HWA     | 36     | + 0:04,062 | 11    |
| 07   | René Rast         | Rosberg | 36     | + 0:04,782 | 02    |
| 08   | Bruno Spengler    | RBM     | 36     | + 0:08,795 | 19    |
| 09   | Paul di Resta     | HWA     | 36     | + 0:11,015 | 06    |
| 10   | Augusto Farfus    | RMG     | 36     | + 0:11,195 | 13    |
| 11   | Marco Wittmann    | RMG     | 36     | + 0:14,523 | 08    |
| 12   | Robin Frijns      | Abt     | 36     | + 0:15,026 | 14    |
| 13   | Nico Müller       | Abt     | 36     | + 0:17,791 | 15    |
| 14   | Philipp Eng       | RBM     | 36     | + 0:18,236 | 17    |
| 15   | Lucas Auer        | HWA     | 36     | + 0:22,036 | 05    |
| 16   | Mattias Ekström   | Abt     | 36     | + 0:23,081 | 18    |
| 17   | Jamie Green       | Rosberg | 36     | + 0:23,786 | 16    |
| 18   | Daniel Juncadella | HWA     | 36     | + 0:32,926 | 07    |
| –    | Edoardo Mortara   | HWA     | 02     | DNF        | 04    |

## Meisterschaftsstände nach dem Wochenende
Die ersten zehn beider Rennen erhielten 25, 18, 15, 12, 10, 8, 6, 4, 2 bzw. 1 Punkt(e). Die ersten drei beider Qualifyings erhielten 3, 2 bzw. 1 Punkt(e).

### Fahrerwertung
| Pos. | Fahrer            | Team    | Punkte |
| ---- | ----------------- | ------- | ------ |
| 01   | Timo Glock        | RMG     | 44     |
| 02   | Gary Paffett      | HWA     | 43     |
| 03   | Mike Rockenfeller | Phoenix | 18     |
| 04   | Lucas Auer        | HWA     | 18     |
| 05   | Pascal Wehrlein   | HWA     | 18     |
| 06   | Joel Eriksson     | RBM     | 13     |
| 07   | Edoardo Mortara   | HWA     | 12     |
| 08   | Bruno Spengler    | RBM     | 12     |
| 09   | Loïc Duval        | Phoenix | 11     |

| Pos. | Fahrer            | Team    | Punkte |
| ---- | ----------------- | ------- | ------ |
| 10   | René Rast         | Rosberg | 10     |
| 11   | Paul di Resta     | HWA     | 08     |
| 12   | Daniel Juncadella | HWA     | 04     |
| 13   | Marco Wittmann    | RMG     | 02     |
| 14   | Augusto Farfus    | RMG     | 01     |
| –    | Robin Frijns      | Abt     | 0      |
| –    | Nico Müller       | Abt     | 0      |
| –    | Philipp Eng       | RBM     | 0      |
| –    | Jamie Green       | Rosberg | 0      |

### Herstellerwertung
| Pos. | Hersteller | Punkte |
| ---- | ---------- | ------ |
| 01   | Mercedes   | 103    |
| 02   | BMW        | 072    |
| 03   | Audi       | 039    |